# Lethem
Lethem – miasto w południowo-zachodniej Gujanie, w regionie Upper Takutu-Upper Essequibo. Miasto położone jest na sawannie Rupununi, nad rzeką Takutu, przy granicy brazylijsko-gujańskiej, naprzeciwko brazylijskiego miasta Bonfim. W 2013 roku Lethem liczyło 1503 mieszkańców.
W mieście znajduje się port lotniczy Lethem.